# Revolució de 1848 a Luxemburg

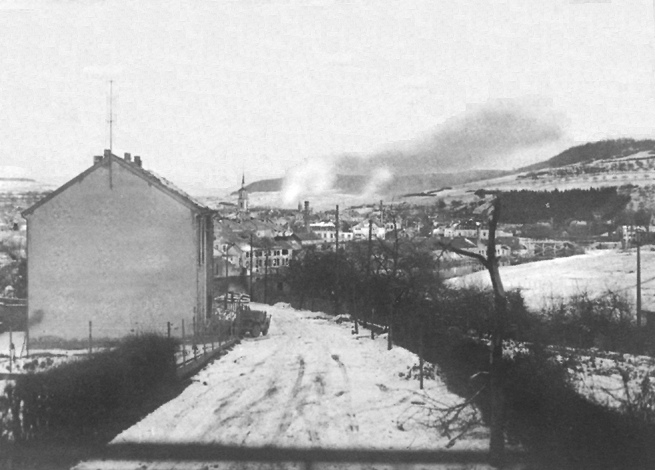
Ettelbruck, centre de la insurrecció.

La Revolució de 1848 a Luxemburg va formar part al Gran Ducat de Luxemburg que en aquest moment era en unió personal amb el Regne dels Països Baixos, de l'ona revolucionària que es va produir a tot Europa el 1848. La insatisfacció amb la desigualtat, un govern autoritari, la falta de llibertats civils i un sistema polític que excloïa la majoria del poble del govern, va causar una commoció generalitzada. Això alhora va obligar al govern a concedir diverses reformes, en particular la concessió d'una nova Constitució, que va introduir noves llibertats civils, un govern parlamentari, una major participació en el sistema polític, i la separació de poders.

## Antecedents
Després d'ésser annexat pels francesos a les guerres napoleòniques, Luxemburg va ser elevat a Gran Ducat i es va concedir al rei holandès pel Congrés de Viena de 1815. Encara que se suposava que seria governat per ell en unió personal, i no com a part del seu regne, el Rei-Gran Duc Guillem I ho tractava simplement com una província dels Països Baixos, -en aquest moment, Bèlgica moderna era part dels Països Baixos, per la qual cosa Luxemburg no va ser separat del territori holandès-. El Gran Ducat també seria part de la Confederació Alemanya -successora del Sacre Imperi Romanogermànic-, i la seva fortalesa, per tant, defensada per les tropes de la Confederació.
Luxemburg es va veure profundament afectat per la Revolució belga de 1830. Molts a Luxemburg van donar suport a la causa dels secessionistes belgues, i de fet la major part del país va ser de facto annexat pel nou Estat belga, mentre que solament la capital, la ciutat de Luxemburg, es va mantenir lleial al rei holandès, ja que va ser defensada per tropes prussianes. La situació solament es va resoldre el 1839, quan el rei holandès va accedir a la partició de Luxemburg. Al tractat de Londres (1839), les parts de parla francesa de Luxemburg van ser separades per formar part de Bèlgica, mentre que la part de parla alemanya restant va ser agrupada al Gran Ducat, i continuarien sent governats pel Rei-Gran Duc, encara que ara estava separat territorialment dels Països Baixos. També va romandre dins la Confederació Alemanya.
El 1841, Guillem II va autoritzar la primera Assemblea Constituent de Luxemburg. En aquest document es deixava tot el poder significatiu a les mans del sobirà. La legislatura proporcionada per la Constitució, l'Assemblea d'Estats, era poc més que un parlament ombra. Va ser elegida indirectament, les votacions no eren secretes, i la gran majoria de la població va ser exclosa de la vida política per un sistema de sufragi censatari, el que requeria el pagament de 10 florins a l'any en impostos. A les eleccions de 1845, al cantó de Luxemburg, solament 956 de 28.477 habitants van ser elegibles per votar. Sessions de l'Assemblea es van celebrar a porta tancada, i la seva aprovació se requiería solament per a les lleis penals, fiscals i llistes civils, i el pressupost extraordinari. El 1841, aquesta constitució en general se li va donar la benvinguda, però amb el pas dels anys, les veus van començar a plantejar-se a l'Assemblea d'estats, exigint el retorn a les llibertats civils que havien sol·licitat en virtut de l'annexió de Bèlgica de 1830 a 1839. Diversos altres temes eren també un motiu de descontentament, com la censura de la premsa, la prohibició de les associacions, les despeses exorbitants de la llista civil, i la falta de reformes judicials i educatives.
Hi havia hagut diverses passes de fam a la dècada de 1840, en les que els pobres van ser els més afectats. Poc es va fer per part de les autoritats per fer front a les conseqüències d'aquestes crisis, almenys als ulls de la població. D'altra banda, els impostos impopulars van causar descontentament generalitzat. També es van plantejar queixes sobre el pagament anual de 150.000 florins al sobirà, que pesava sobre el pressupost de l'Estat. A la dècada de 1840 el govern havia restringit, a més a més, els drets tradicionals de les pastures i la recol·lecció de llenya, que va ser vist pels pobres de la serra rural com un atac injust en els seus antics drets. La llei de 1845 que prohibia els sostres de palla de les cases, va ser introduïda després de diversos incendis destructius, igualment carregant als pobres, que no podien permetre's les reformes requerides.
A més a més de tot això, la desocupació va augmentar i els problemes econòmics van desembocar en una crisi social. Cada vegada amb una més gran freqüència, els rodamons i captaires van aparèixer en grups, exigint la caritat dels propietaris.

## Esdeveniments
El descontentament s'havia construït al llarg d'alguns anys, i solament s'esperava un esclat. La revolució de febrer de 1848 a París va crear una dinàmica revolucionària a tot el continent, que amenaçava l'ordre monàrquic i absolutista.
Entre altres coses, la protesta va prendre la forma d'enviar peticions a les autoritats. Les peticions eren ja corrents i l'inusual va ser la seva extensió, com les 70 peticions que van ser enviades al govern prop de març, que havia estat més o menys elaborades i signades en més de 60 localitats de forma espontània.
Al mateix temps, un ampli moviment de protesta va començar. El centre de la insurrecció va estar localitzat a Ettelbruck, al nord del país. L'11 de març, diverses persones descontentes van declarar una república i cantaven la Marsellesa. Les persones es van reunir i van bloquejar el camí als gendarmes quan van aparèixer a l'escena, tractant de provocar-los en l'ús de les seves armes de foc. Davant la temor d'una extensió de la revolta, el Govern va enviar noves forces a Ettelbruck, ja que un mercat tindria lloc allà el 14 de març.
Aquest dia, la policia va tractar de detenir alguns dels capitosts, que amenaçaven en agreujar la situació. Una multitud enfurismada es va reunir fora de la gendarmeria, i va començar a llançar pedres i trencar finestres. Una forca va ser erigida davant de la casa del cap local de la gendarmeria. La ira del poble també es va estendre a altres representants de les autoritats: una multitud va atacar la casa del recaptador d'impostos local. En altres localitats, el menyspreu popular al govern també es va fer sentir, i els seus representants van haver de fer front a diverses humiliacions i insults.
A la capital, una multitud es va reunir el 16 de març. Els treballadors dels suburbis es van reunir davant de la casa de l'alcalde, Fernand Pescatore, sospitós de l'especulació de blat: una vegada més, van prendre la gendarmeria i l'exèrcit prussià va actuar per evitar qualsevol tipus de violència.
El malestar es va estendre des d'Ettelbruck als pobles dels voltants, i el govern va tenir por que podria estendre's encara més. Banderes «revolucionàries», com les franceses, belgues, negre-vermell-or i banderes roges es van mostrar durant processons o van ser instal·lades a llocs visibles. Aquestes banderes no eren tant un signe de separatisme, com símbol de solidaritat amb els moviments revolucionaris d'aquests altres països.
La revolució va acabar gairebé tan ràpidament com havia començat, però va durar més temps a Ettelbruck, on l'anarquia va regnar durant aproximadament una setmana. Alguns disturbis encara van esclatar en diverses àrees durant algunes setmanes, però el govern va actuar amb decisió per restaurar l'ordre, mitjançant la recopilació de gendarmes, oficials de la silvicultura i dels costums, i les tropes alemanyes federals, que van ser enviades a les zones afectades el 23 de març per retirar les banderes revolucionàries i restablir l'ordre. Aquesta inusual gran presència de forces armades no només va servir com un clar senyal als insurrectes, sinó també els que estaven al marge. Així mateix, el 19 de març, una carta pastoral del Vicari Apostòlic de Luxemburg, Jean-Théodore Laurent, va ser llegida en totes les esglésies, apel·lant a la calma i va recordar a la població catòlica la seva lleialtat al tron.
El 20 de març, el govern va emetre una proclama anunciant canvis en la Constitució i l'abolició de la censura. Continuant el consell del govern, Guillem II va haver d'estar d'acord amb les reformes. Aquestes promeses significaven que la majoria dels ciutadans i els partidaris de la «llei i ordre», finalment es van passar al costat del govern i es van distanciar dels actes revolucionaris. El govern també es va comprometre a emprar part dels pobres en obres de construcció de l'Estat, per tal de treure'ls dels carrers.

## Nova constitució

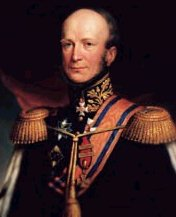
Guillem II, Rei-Gran Duc de Luxemburg en el temps de la Revolució

El Rei-Gran Duc va establir una comissió per realitzar les revisions de la Constitució. La comissió, tanmateix, composta com estava per un gran nombre de funcionaris del govern, va provocar l'hostilitat generalitzada i va haver de ser abandonada. De conformitat amb l'article 52 de la Constitució vigent de 1841, Guillem II va convocar una nova Assemblea d'estats, amb el doble de la quantitat normal de delegats i amb la missió de redactar una nova constitució. Aquesta Assemblea Constituent es va reunir per primera vegada a Ettelbruck el 25 d'abril de 1848. La raó que es realitzés la reunió a Ettelbruck va haver d'haver estat la presència de la guarnició prussiana a la capital, que va ser vist com a hostil. L'Assemblea va acabar el seu treball en un temps rècord, la votació final que va confirmar la nova Constitució va ser el 23 de juny. El Gran Duc va fer jurament de la nova Constitució el 10 de juliol, i va entrar en vigor l'1 d'agost.
En pocs mesos, l'Assemblea Constituent va redactar una constitució relativament liberal, el que va fer de Luxemburg una monarquia constitucional. La nova Constitució va ser propera al model belga redactat el 1830, molts articles es van copiar paraula a paraula com mostra la marca deixada per l'annexió de Bèlgica de 1830 a 1839. Va introduir alguns dels principis d'un estat regit per l'imperi de la llei, com ara la separació de poders, la limitació dels poders del sobirà a l'esfera executiva, la sobirania legislativa del Parlament, una votació anual sobre el pressupost ordinari i la independència del poder judicial.
Encara que la nova Constitució va ser sorprenent en la seva similitud amb la belga, també hi havia algunes diferències entre les dues notables. A diferència de Bèlgica, la Constitució de Luxemburg només funciona amb una cambra del parlament, a causa de la petita mida del país i la falta de suficients persones qualificades per assentar-se en dues cambres, en lloc de les raons ideològiques. En comparació amb els 40 francs d'impostos anuals requerits per votar a Bèlgica, Luxemburg només requereix 10 francs -que continua, tanmateix, excloent la majoria de la població -.

## Legat

### Canvi
Els canvis polítics provocats pels esdeveniments de 1848 semblen obvis: va ser la primera Constitució moderna per al país, la introducció de govern parlamentari, les llibertats civils, i la creació de diverses institucions governamentals noves. L'autoritat del monarca va ser severament restringida.
En quina mesura, la Revolució va comportar un canvi social, és més discutible. La vida política al egle XIX havia estat dominada per una burgesia composta d'alt rang de funcionaris que valoraven l'ordre i l'autoritat; el 1848 van haver de fer pas a una burgesia composta d'homes de negocis, que eren més proclius abundantment i que van romandre en el control fins al 1919, quan es va introduir la política de masses. Per això, la Revolució va fer pas de l'existència d'uns funcionaris Orangist conservadors a un altre, tot just més gran, la camarilla d'empresaris liberals enriquits per la industrialització prematura. És dubtós, aleshores, si 1848 va ser una revolució en el sentit social.
1848 va fer, tanmateix, veure les classes treballadores com surtien al carrer amb la ira per primera vegada. L'advocat socialista, Charles Théodore André, va publicar una crida als treballadors de Luxemburg durant la Revolució.

### Continuïtat

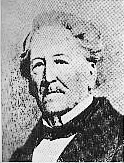
Gaspard-Théodore-Ignace de la Fontaine, governador de Luxemburg fins al 1848, i després primer ministre

La majoria dels que havien administrat el país des de 1841 van aconseguir trampejar la situació de 1848 i van romandre en els seus llocs després de l'entrada en vigor de la nova Constitució l'1 d'agost. La pròpia Assemblea Constituent va ser presidida pel governador, Gaspard-Théodore-Ignace de la Fontaine, qui també va ser reelegit com a cap de govern postrevolució, a l'igual de tres dels altres quatre membres de l'anterior Govern -Vendelin Jurion, Charles-Mathias Simons i Jean Ulveling-. Només hi va haver una renúncia, la de Théodore Pescatore, que va ser substituït per Jean-Pierre André. El govern simplement va rebre canvis de títol, amb l'ex governador que va passar a convertir-se en el «president del Consell», i els seus membres amb el títol d'«administrador general».
Les línies entre les diferents famílies polítiques van continuar sent burgesies conservadores i progressistes que pertanyien al mateix medi social: eren membres dels mateixos clubs i associacions, i es reunien a les lògies maçòniques. Les famílies de la burgesia es van anar unint pel matrimoni mixt. La resta del país, els agricultors, els artesans i els treballadors, es van mantenir exclosos de la vida política com l'ho havien estat abans de 1848: la Revolució va canviar poc per a ells.
Diferents èxits de la Revolució de 1848, inclosa la pròpia Constitució, va resultar ser força efímera. Guillem II va morir el 1849, per ésser succeït pel seu fill més reaccionari, Guillem III, qui va descriure la Constitució de 1848 com «el treball dels temps agitats i aprehensions sinistres». Després de la dissolució del Parlament de Frankfurt, la Confederació Germànica el 1851 va prohibir els estats individuals per assegurar les seves constitucions atorgades amb el principi del poder sobirà dels governants. A Luxemburg, la nova Constitució va ser objecte d'atacs de diversos sectors, en particular del govern.
Un projecte de llei de reforma de la Constitució el 1856 va acabar sent rebutjada per la Cambra de Diputats, que també va aprovar una moció de condemna al govern. El rei va utilitzar això com un pretext per dissoldre la Càmera, declarar la Constitució no vàlida i dictar una nova, una constitució autoritària, en una sèrie d'esdeveniments coneguts com el Cop d'Estat de Luxemburg de 1856.

## Historiografia
La revolució de 1848 a Luxemburg s'ha oblidat a la seva majoria per la historiografia acadèmica i per la història que s'ensenya a les escoles. Obres inspirades a la historiagrafía d'Orangist van tractar de treure importància als esdeveniments de 1848 tot el que fos possible. El llibre d'història d'Arthur Herchen, publicat el 1918, va estar encara en ús en les escoles secundàries fins a la dècada de 1970 en una edició revisada, en ell es presenta el món abans de 1848 com una despreocupació. Encara que admet que n'hi va haver un «un cert nerviosisme»" al país el 1848, que va fer reclamar al poble luxemburguès de manera pacífica els drets i llibertats que en altres llocs van ser guanyats amb el vessament de sang, i que això es va deure a la gran saviesa i generosa iniciativa del Gran Duc.
La funció principal de la historiografia Orangist va ser la legitimació de la casa d'Orange-Nassau. Per tant, es va mostrar la història luxemburguesa a través d'una lent dinàstica, per tal de vincular a la família actualment regnant al mite fundador del país. Aquesta visió del món dinàstic va ignorar la població en general com un agent de la història, o qualsevol menció de la història social o popular: les persones només van aparèixer a narratives quan posaven en perill l'ordre dinàstic mitjançant una revolta. Això posa de manifest una altra característica de la historiografia Orangist, és a dir, la seva naturalesa antirevolucionària. Per tant, sempre es va negar que hi hagués una revolució a Luxemburg el 1848.
Això va canviar el 1957, quan Albert Calmes va publicar el cinquè volum de la Histoire Contemporaine du Grand-Duché de Luxembourg, amb el títol inequívoc La Révolution de 1848 au Luxemburg. Calmis no va dubtar de denominar els esdeveniments de 1848 una revolució, ja que hi havia hagut un canvi polític i social brusc i profund. Va assenyalar que els punts de vista de la historiografia tradicional el 1848 pertanyien més al regne del mite o d'un relaxament en la presentació dels fets, ja que només reprodueix les declaracions oficials d'aquells que eren en el poder, en un intent de justificar la política del Rei-Gran Duc i els seus partidaris orangistes.
El treball de Calmes preocupava a molts historiadors: la seva vasta publicació, fundada en el treball dels arxius de l'Haya i del govern luxemburguès, va soscavar la historiografia tradicional, i va criticar les obres dels neo-orangistes com Prosper Müllendorff, Jules Mersch, Auguste Collart, i Paul Weber, mentre els atacava, el que es va veure com la «llegenda Orangist». Això pot explicar per què el seu llibre va ser ignorat en la seva majoria per la premsa i en revistes com Hémecht i Cahiers Luxembourgeois; així mateix, els historiadors Nicolas Margue i Joseph Meyers no van prendre en compte el treball innovador de Calmes a la seva edició revisada de 1969 dels llibres de text d'Herchen.